# Индерский сельсовет (Пензенская область)
Индерский сельсовет — муниципальное образование со статусом сельского поселения в Сосновоборском районе Пензенской области Российской Федерации.
Административный центр — село Индерка.

## История
Статус и границы сельского поселения установлены Законом Пензенской области от 2 ноября 2004 года № 690-ЗПО «О границах муниципальных образований Пензенской области».

## Население
| 2002  | 2010  | 2012  | 2013  | 2014  | 2015  | 2016  |
| ----- | ----- | ----- | ----- | ----- | ----- | ----- |
| 4143  | ↘4014 | ↘3978 | ↘3934 | ↘3916 | ↘3859 | ↘3797 |
| 2017  | 2018  | 2021  |       |       |       |       |
| ↘3760 | ↘3714 | ↘3614 |       |       |       |       |

## Состав сельского поселения
| № | Населённый пункт | Тип населённого пункта       | Население |
| - | ---------------- | ---------------------------- | --------- |
| 1 | Индерка          | село, административный центр | ↘3607     |
| 2 | Русское Труево   | село                         | ↘7        |